# Paroster byroensis
Paroster byroensis är en skalbaggsart som först beskrevs av Watts och William F. Humphreys 2004.  Paroster byroensis ingår i släktet Paroster och familjen dykare. Inga underarter finns listade i Catalogue of Life.